# Hillel
Hillel I de Oudere (Hebreeuws: הלל הזקן, Hillel ha-zaqen) (ca. 50 v.Chr. - ca. 10 n.Chr.) was een joods wetgeleerde en afstammeling van koning David. Hij was de stichter van een van de beroemdste joodse leerscholen, de School van Hillel.
Hillel was samen met rabbi Sjammai een van de laatste Zugot ("Paren"), dat wil zeggen hoofden van de rechtbanken van de Farizeeën. Hij vervulde zijn ambt ten tijde van koning Herodes de Grote. Van Hillel wordt gezegd dat hij de oeroude joodse spreuken en overleveringen uit Babylon verzamelde. In de Talmoed vindt men tal van spreuken van Hillel.
Hillels school legde de (schriftelijke) Thora en de mondelinge wet (mondelinge Thora) gematigd uit. Zijn uitgangspunt was de naastenliefde en de tolerantie. Een van Hillels spreuken luidt: "Wat gij haat, doe dat uw naaste niet aan" (zie: Gulden regel, Tobit 4:15).
Hillel gaf ook de zeven hoofdregels (Middoth) voor de exegese (uitleg) van de Thora. Uiteindelijk werd de School van Hillel bepalend voor de uitleg van de Thora.
Zijn beroemdste leerling was zijn eigen kleinzoon Gamaliël.
Hillel leeft in de herinnering voort als een man van vrede, een vriend van alle mensen, een betrokken en ijverig leraar. Hij wordt gezien als een hartstochtelijk geleerde van de joodse geschriften en een man met veel geduld en zelfbeheersing. Hij beschouwde broederlijke liefde als een kernwaarheid van het joodse geloof. Deze gulden regel, die mensen aanspoort om anderen te behandelen zoals ze zelf graag worden behandeld, komt in de meeste grote religies en in het moderne denken over ethiek terug. Hillels religieuze gevoeligheid ging verder dan het gebod om de medemens lief te hebben. Hij was tevens een vurig voorstander van de studie van de Bijbel en de wet.
Ondanks zijn passie voor de Thora beperkte hij de interpretatie daarvan niet. In tegenstelling tot zijn tijdgenoot en rivaal Shammai was Hillel een voorstander van een vrije interpretatie. Daardoor kon hij zijn voorschriften aanpassen aan de heersende socio-economische condities. Ondanks een nog bestaande andersluidende wet afkomstig uit Bijbelse exegese, stelde hij de Prozbul in, een wettelijk gebod dat schuldeisers hun leningen terugbetaald kregen, waarmee hij de vrees wegnam dat geld lenen aan de armen tot verlies zou leiden.
De verschillende uitleggen van beginselen door Hillel en Shammai werden na hun dood in stand gehouden door hun volgelingen in de Beit Hillel en de Beit Shammai. De Talmoed geeft drieduizend verschillen in opvatting tussen deze twee huizen. Met enkele uitzonderingen werden de standpunten van het huis van Hillel verheven tot wettelijke norm. Hillel had een diepgaande invloed op het joodse leven. Zijn afstammelingen werden de leiders van de joden in Palestina tot de vijfde eeuw. Tegenwoordig gaan de populairste verhalen in de joodse folklore over Hillel, vooral over zijn omgang met rivaal Shammai.
Hillel II, die in de 4e eeuw van de jaartelling leefde, was een afstammeling van Hillel.